# Seznam ameriških pravnikov
Seznam ameriških pravnikov.

## A
- Bruce Ackerman (politolog...)

## B
- Seyla Benhabib
- Warren E. Burger

## C
- George Catlin

## D
- Mirjan Damaška (hrv.-slov.?)
- Ronald Dworkin (1931–2013)

## E
- Mathew Ector

## F
- Benjamin Ferencz (1920-2023)
- Geraldine Ferraro
- Felix Frankfurter
- Carl Joachim Friedrich ?

## G
- Merrick Garland
- John Goff
- Jamie Gorelick

## J
- Pam Jenoff

## K
- Ella Kagan
- Hans Kelsen (1881–1973)

## L
- Rawlins Lowndes

## M
- Theodor Meron
- Judith A. Miller

## N
- Arthur Nussbaum
- Martha Nussbaum?

## P
- Lewis F. Powell Jr. (1907–1998)
- Richard Posner
- Elizabeth Prelogar
- August B. Pust

## R
- Janet Reno (1938-2016)
- John Roberts
- William Rehnquist
- Susan Rose-Ackerman (politologinja)

## S
- John Sexton
- Ian Shapiro (politolog)
- David B. Smolin
- Kenneth Starr

## T
- Roger B. Taney
- Juan R. Torruella

## W
- Earl Warren
- William H. Webster (1924-)

## Y
- Sally Yates